# 舍夫琴基夫斯凱 (波洛希區)
47°21′35″N 36°56′5″E / 47.35972°N 36.93472°E
舍夫琴基夫斯凱（烏克蘭語：Шевченківське）是位於烏克蘭東南部的村莊，由扎波羅熱州波洛希區的科米什-佐里亞市鎮負責管轄。該村距離巴哈蒂夫卡2.5公里，始建於987年，面積47.93平方公里，海拔高度231米。